# Heather Halley
Heather Halley (28 de setembro de 1969) é uma atriz e dubladora dos Estados Unidos da América. Ela é melhor conhecida por sua dublagem da personagem Para-Medic na versão inglesa de Metal Gear Solid 3: Snake Eater. Ela também reprisa o seu papel como Para-Medic em Metal Gear Solid: Portable Ops. Na série "Tales", ela faz a voz de Chloe Valens de Tales of Legendia. Recentemente, ela fez as vozes de Miyoko e Angela Seas em Rogue Galaxy. Heather Halley também é creditada por dublagem no jogo Hitman: Blood Money, da Eidos Interactive, como uma assassina.